# Saison 1990-1991 de l'ECHL
Saison précédente Saison suivante
La saison 1990-1991 est la troisième saison de la Ligue de hockey de la Côte-Est au terme de laquelle les Admirals de Hampton Roads remportent la Coupe Riley en battant en finale les Monarchs de Greensboro.

## Saison régulière
Comme la saison précédente, la ligue accueille trois nouvelles équipes : les Cyclones de Cincinnati, les Icehawks de Louisville et les Renegades de Richmond. Les Lancers de la Virginie sont quant à eux renommés en Rebels de Roanoke Valley.

### Classement
| Clt   | Équipe                    | PJ | V  | D  | DP | BP  | BC  | Pts |
| ----- | ------------------------- | -- | -- | -- | -- | --- | --- | --- |
| +001, | Admirals de Hampton Roads | 64 | 38 | 20 | 6  | 300 | 248 | 82  |
| +002, | Chiefs de Johnstown       | 64 | 32 | 29 | 3  | 324 | 287 | 67  |
| +003, | Panthers d'Érié           | 64 | 31 | 30 | 3  | 302 | 302 | 65  |
| +004, | Renegades de Richmond     | 64 | 29 | 29 | 6  | 300 | 327 | 64  |
| +005, | Rebels de Roanoke Valley  | 64 | 26 | 31 | 7  | 218 | 295 | 59  |

| Clt   | Équipe                        | PJ | V  | D  | N | BP  | BC  | Pts |
| ----- | ----------------------------- | -- | -- | -- | - | --- | --- | --- |
| +001, | Cherokees de Knoxville        | 64 | 46 | 13 | 5 | 377 | 230 | 97  |
| +002, | Cyclones de Cincinnati        | 64 | 37 | 24 | 3 | 285 | 281 | 77  |
| +003, | Monarchs de Greensboro        | 64 | 34 | 27 | 3 | 275 | 268 | 71  |
| +004, | Icehawks de Louisville        | 64 | 31 | 29 | 4 | 251 | 309 | 66  |
| +005, | Knights de Nashville          | 64 | 29 | 31 | 4 | 307 | 317 | 62  |
| +006, | Thunderbirds de Winston-Salem | 64 | 20 | 41 | 3 | 228 | 323 | 43  |

- En gras : champion de la saison régulière
- En italique : qualifié pour les séries éliminatoires

## Séries éliminatoires
|  | Demi-finales de division | Demi-finales de division | Demi-finales de division | Demi-finales de division |         |               | Finales de division | Finales de division | Finales de division | Finales de division |  |  | Finale de la Coupe Riley | Finale de la Coupe Riley | Finale de la Coupe Riley | Finale de la Coupe Riley |
|  |                          |                          |                          |                          |         |               |                     |                     |                     |                     |  |  |                          |                          |                          |                          |
|  |                          |                          |                          |                          |         |               |                     |                     |                     |                     |  |  |                          |                          |                          |                          |
|  |                          |                          |                          |                          |         |               |                     |                     |                     |                     |  |  |                          |                          |                          |                          |
|  | Est 1                    | Hampton Roads            | 3                        | 3                        |         |               |                     |                     |                     |                     |  |  |                          |                          |                          |                          |
|  | Est 1                    | Hampton Roads            | 3                        | 3                        |         |               |                     |                     |                     |                     |  |  |                          |                          |                          |                          |
|  | Est 4                    | Richmond                 | 1                        | 1                        |         |               |                     |                     |                     |                     |  |  |                          |                          |                          |                          |
|  | Est 4                    | Richmond                 | 1                        | 1                        | Est 1   | Hampton Roads | 4                   | 4                   |                     |                     |  |  |                          |                          |                          |                          |
|  |                          |                          |                          |                          | Est 1   | Hampton Roads | 4                   | 4                   |                     |                     |  |  |                          |                          |                          |                          |
|  |                          |                          | Est 2                    | Johnstown                | 1       | 1             |                     |                     |                     |                     |  |  |                          |                          |                          |                          |
|  | Est 3                    | Érié                     | Est 2                    | Johnstown                | 1       | 1             | 2                   | 2                   |                     |                     |  |  |                          |                          |                          |                          |
|  | Est 3                    | Érié                     |                          |                          |         |               |                     | 2                   |                     |                     |  |  |                          |                          |                          |                          |
|  | Est 2                    | Johnstown                | 3                        | 3                        |         |               |                     |                     |                     |                     |  |  |                          |                          |                          |                          |
|  | Est 2                    | Johnstown                | 3                        | 3                        | Est 1   | Hampton Roads | 4                   | 4                   |                     |                     |  |  |                          |                          |                          |                          |
|  |                          |                          |                          |                          | Est 1   | Hampton Roads | 4                   | 4                   |                     |                     |  |  |                          |                          |                          |                          |
|  |                          |                          | Ouest 3                  | Greensboro               | 1       | 1             |                     |                     |                     |                     |  |  |                          |                          |                          |                          |
|  | Ouest 2                  | Cincinnati               | Ouest 3                  | Greensboro               | 1       | 1             | 1                   | 1                   |                     |                     |  |  |                          |                          |                          |                          |
|  | Ouest 2                  | Cincinnati               |                          |                          |         |               |                     |                     |                     |                     |  |  |                          |                          |                          |                          |
|  | Ouest 3                  | Greensboro               | 3                        | 3                        |         |               |                     |                     |                     |                     |  |  |                          |                          |                          |                          |
|  | Ouest 3                  | Greensboro               | 3                        | 3                        | Ouest 3 | Greensboro    | 4                   | 4                   |                     |                     |  |  |                          |                          |                          |                          |
|  |                          |                          |                          |                          | Ouest 3 | Greensboro    | 4                   | 4                   |                     |                     |  |  |                          |                          |                          |                          |
|  |                          |                          | Ouest 4                  | Louisville               | 0       | 0             |                     |                     |                     |                     |  |  |                          |                          |                          |                          |
|  | Ouest 4                  | Louisville               | Ouest 4                  | Louisville               | 0       | 0             | 3                   | 3                   |                     |                     |  |  |                          |                          |                          |                          |
|  | Ouest 4                  | Louisville               |                          |                          |         |               |                     | 3                   |                     |                     |  |  |                          |                          |                          |                          |
|  | Ouest 1                  | Knoxville                | 0                        | 0                        |         |               |                     |                     |                     |                     |  |  |                          |                          |                          |                          |
|  | Ouest 1                  | Knoxville                | 0                        | 0                        |         |               |                     |                     |                     |                     |  |  |                          |                          |                          |                          |
|  |                          |                          |                          |                          |         |               |                     |                     |                     |                     |  |  |                          |                          |                          |                          |

## Trophées
| Coupe Riley :                       | Admirals de Hampton Roads                               |
| Coupe Henry Brabham :               | Cherokees de Knoxville                                  |
| Trophée John Brophy :               | Don Jackson, Cherokees de Knoxville                     |
| Meilleur joueur de la Ligue :       | Stan Drulia, Cherokees de Knoxville                     |
| Meilleur joueur de la Coupe Riley : | Dave Flanagan et Dave Gagnon, Admirals de Hampton Roads |
| Meilleur recrue de l'année :        | Dan Gauthier, Cherokees de Knoxville                    |
| Meilleur défenseur de l'année :     | Brett McDonald, Knights de Nashville                    |
| Meilleur buteur :                   | Stan Drulia, Cherokees de Knoxville                     |